# 澤州直隸州
泽州直隶州，明时的直隶州。
元朝时，称泽州司侯司属中书省晋宁路。明朝洪武九年（1376年），改泽州直隶州，直隶山西布政司。下辖四县即：高平、阳城、陵川、沁水，州治晋城省入。
清朝雍正六年（1728年），泽州直隶州升格为泽州府，府治凤台，统辖凤台、高平、阳城、陵川、沁水共五县，民国三年（1914年），废府。